# Pony Canyon
Pony Canyon, Inc. (jap. 株式会社ポニーキャニオン Kabushiki gaisha Ponī Kyanion) – japoński wydawca muzyki, filmów VHS i DVD oraz gier komputerowych z siedzibą w dzielnicy Minato w Tokio, założony 1 października 1966. Pony Canyon jest spółką należącą do Fuji Media Holdings.

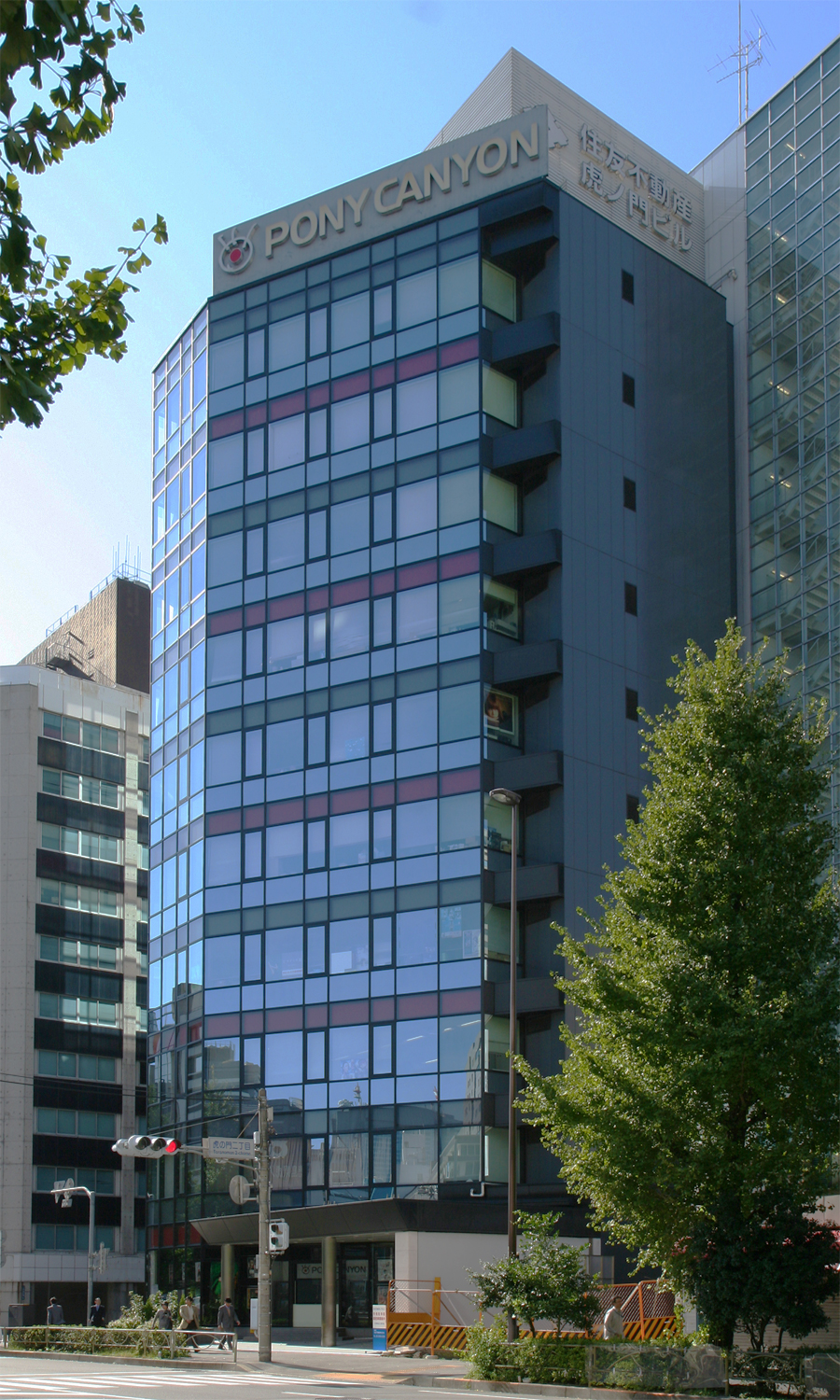
Główna siedziba Pony Canyon

Pony Canyon jest głównym liderem w branży muzycznej w Japonii, ze swoimi artystami będącymi regularnie na szczycie japońskiej listy przebojów. Pony Canyon jest również odpowiedzialny za wydawanie filmowanych koncertów swoich artystów, jak i wielu produkcji anime. W 1990 roku, Pony Canyon otworzyło oddział w Singapurze pod nazwą Skin, który był zarządzany przez Jimmy'ego Wee. Współpracował on z lokalnymi angielskojęzycznymi wykonawcami, takimi jak Art Fazil, Chris Vadham, The Lizards' Convention, Humpback Oak oraz Radio Active. Został jednak zamknięty w 1997 roku.